# Temirtau
Temirtau (kazakiska: Temirtaū, ryska: Темиртау) är en ort i Kazakstan.   Den ligger i oblystet Qaraghandy, i den centrala delen av landet, 170 km sydost om huvudstaden Astana. Temirtau ligger 513 meter över havet och antalet invånare är 170 600.
Terrängen runt Temirtau är platt, och sluttar norrut. Runt Temirtau är det tätbefolkat, med 709 invånare per kvadratkilometer. Temirtau är det största samhället i trakten.